# Curium
Curium (chemická značka Cm) je osmý člen z řady aktinoidů, čtvrtý transuran, silně radioaktivní kovový prvek, připravovaný uměle v jaderných reaktorech především z plutonia.
Curium se v přírodě nevyskytuje. Je to uměle připravený kovový prvek z řady transuranů.

## Fyzikálně-chemické vlastnosti
Curium je radioaktivní kovový prvek stříbřitě bílé barvy, která se působením vzdušného kyslíku mění na šedavou. Vyzařuje α a γ záření a je proto nutno s ním manipulovat za dodržování bezpečnostních opatření pro práci s radioaktivními materiály.
Ve sloučeninách se vyskytuje prakticky pouze v mocenství Cm3+.

## Historie
Curium bylo poprvé připraveno roku 1944 bombardováním 239Pu částicemi α v cyklotronu jaderné laboratoře kalifornské univerzity v Berkeley. Za jeho objevitele jsou označováni Glenn T. Seaborg, Ralph A. James a Albert Ghiorso, kteří jej pojmenovali po objevitelích radia, manželích Marií a Pierru Curieových.
 239
94 Pu +  4
2 He →  242
96 Cm +  1
0 n
Chemická identifikace nového prvku (izotopu 242Cm) byla provedena metalurgickou laboratoří Argonne chicagské university. Ve formě elementárního kovu bylo curium poprvé připraveno v roce 1951.

## Izotopy
Je známo 20 izotopů curia, z nichž jsou nejstabilnější 247Cm s poločasem rozpadu 15,6 milionů let a 248Cm s poločasem rozpadu 348 tisíc let. Všechny zbývající radioaktivní izotopy mají poločas rozpadu méně než 9 000 let a většina z nich dokonce méně než 33 dní.
Všechny izotopy curia jsou radioaktivní. Z biologického hlediska představuje největší riziko schopnost curia akumulovat se v kostní tkáni, kde jeho radioaktivita působí poruchy krvetvorby – brání vytváření červených krvinek.

## Využití
Tepelná energie uvolňovaná samovolným rozpadem jader 242Cm může dosahovat až 120 W/g a činí tak z tohoto izotopu potenciální energetický zdroj v radioizotopovém termoelektrickém generátoru. Tento izotop má poločas rozpadu pouze 160 dní, což znemožňuje jeho dlouhodobější využití. Izotop 243Cm vykazuje poločas rozpadu 30 let, 244Cm přibližně 18 let a jejich energetický výkon se pohybuje pouze kolem 1–3 W/g. Navíc jsou všechny uvedené izotopy silným γ-zářiči s vysokým zdravotním rizikem, a proto se jejich praktické uplatnění prakticky neprosadilo.

## Galerie

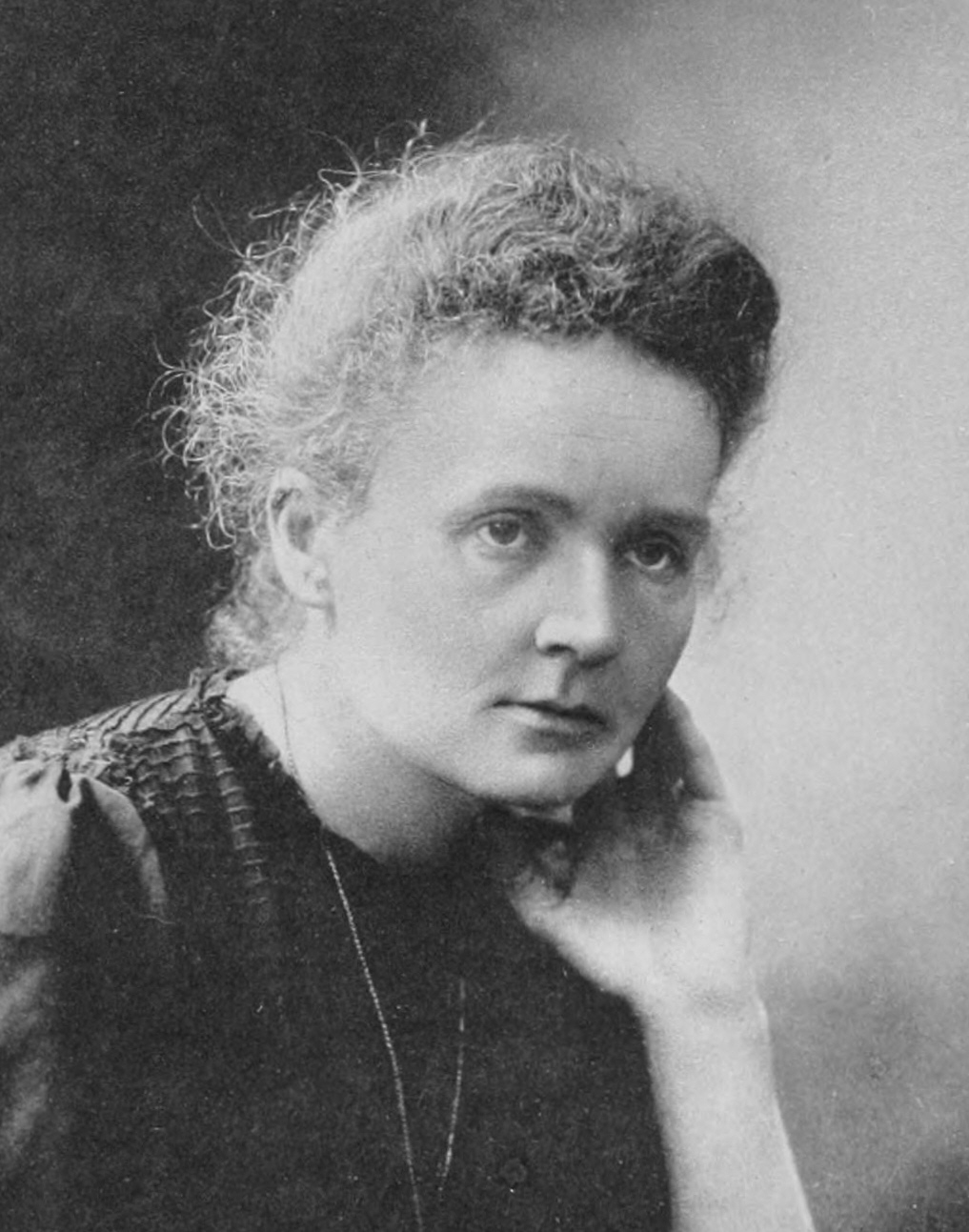
Marie Curie, 1911
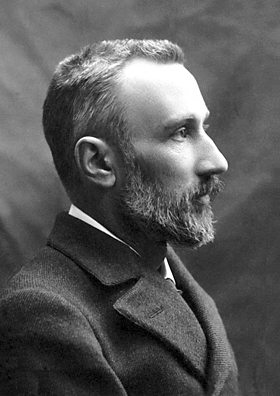
Pierre Curie